# Cathédrale Saint-Stanislas-Kostka de Łódź
La cathédrale Saint-Stanislas-Kostka de Łódź est l'église principale de l'archidiocèse de Łódź. Elle est dédiée à saint Stanislas Kostka. Depuis 1989, elle a le statut de basilique mineure. L'édifice est de style néogothique. 

## Galerie

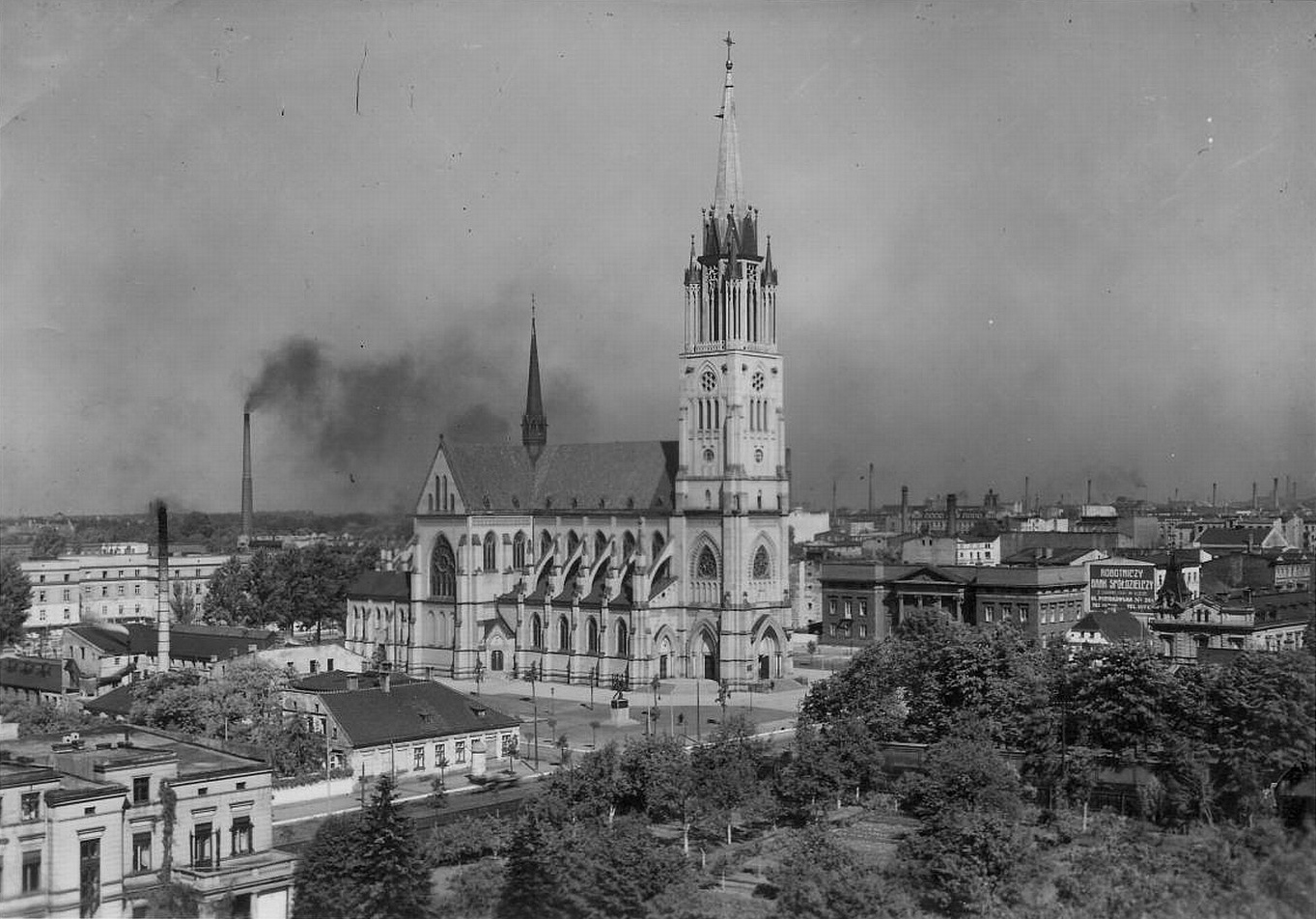
Image d'archive, d'avant 1940.
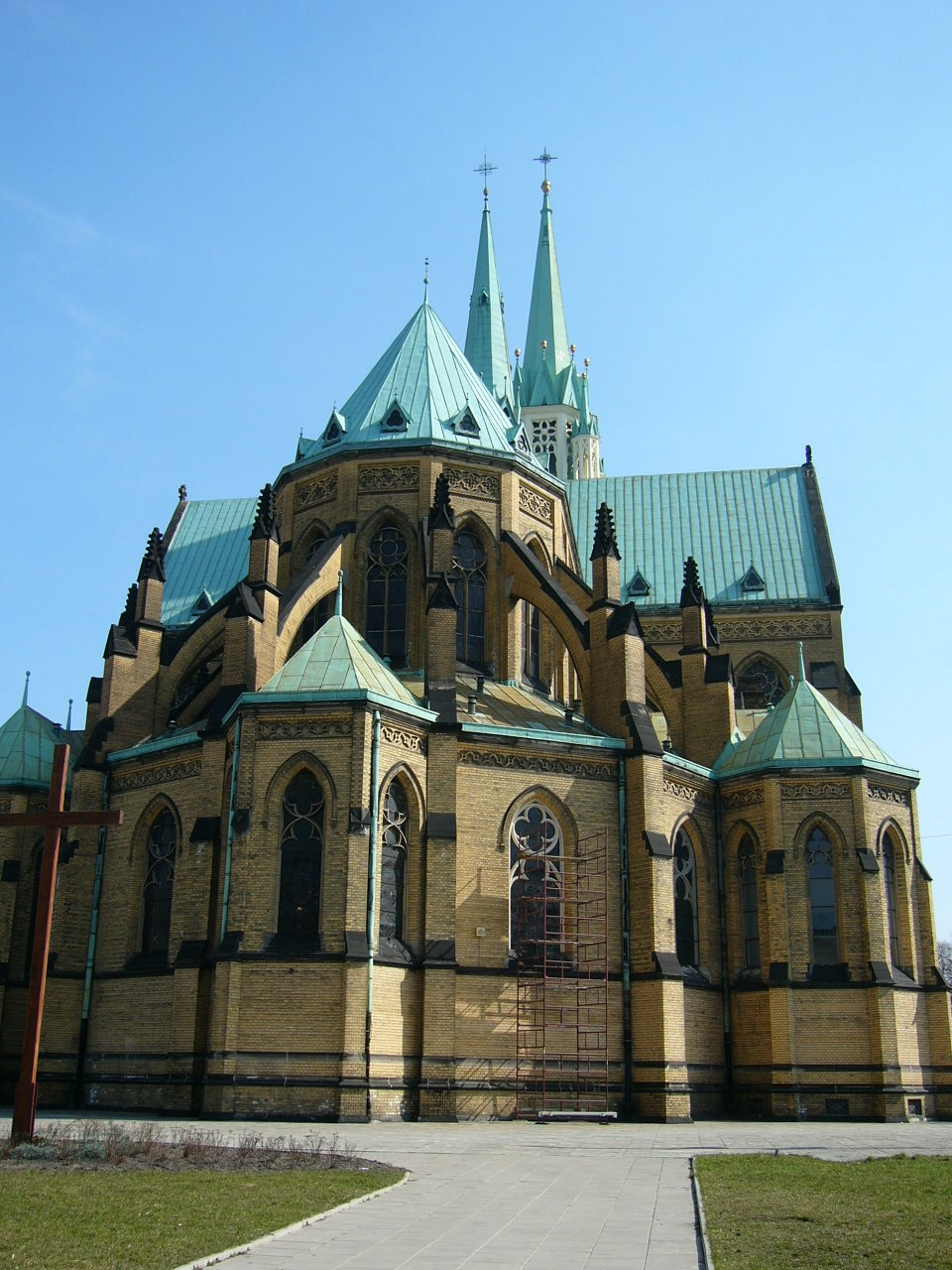
Le chevet.
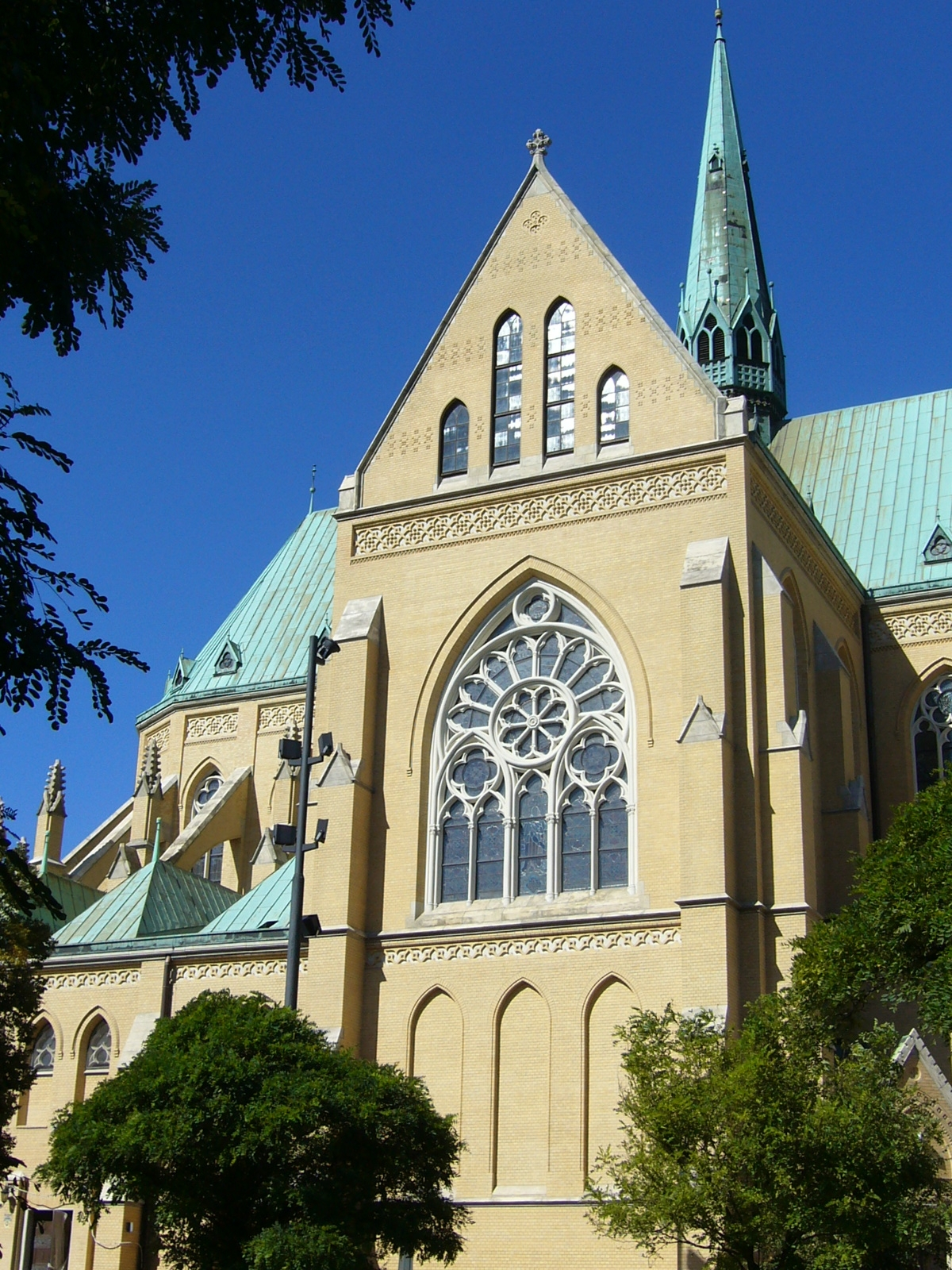
Façade sud du transept.
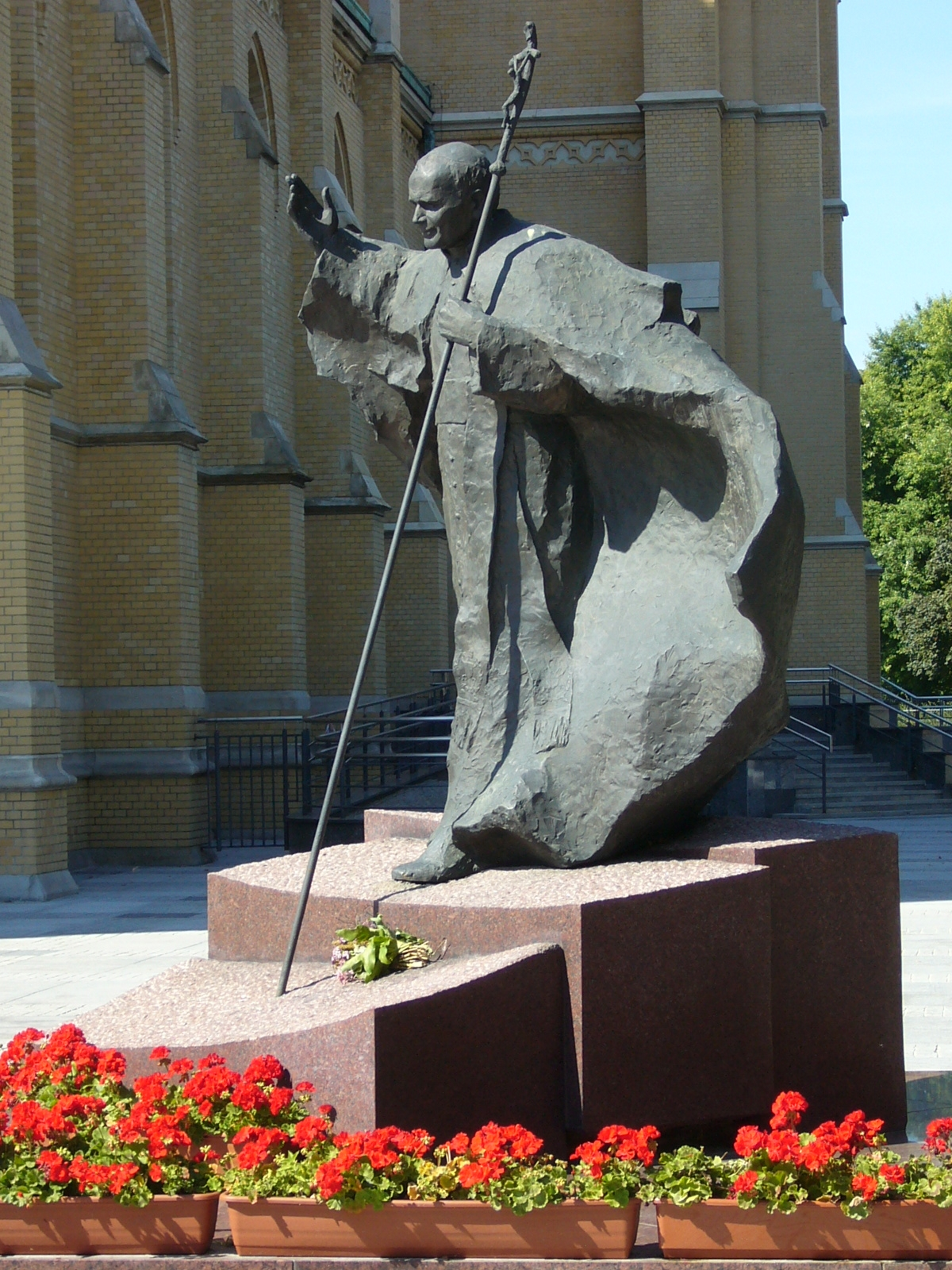
Monument au pape Jean-Paul II sur la place devant la basilique.
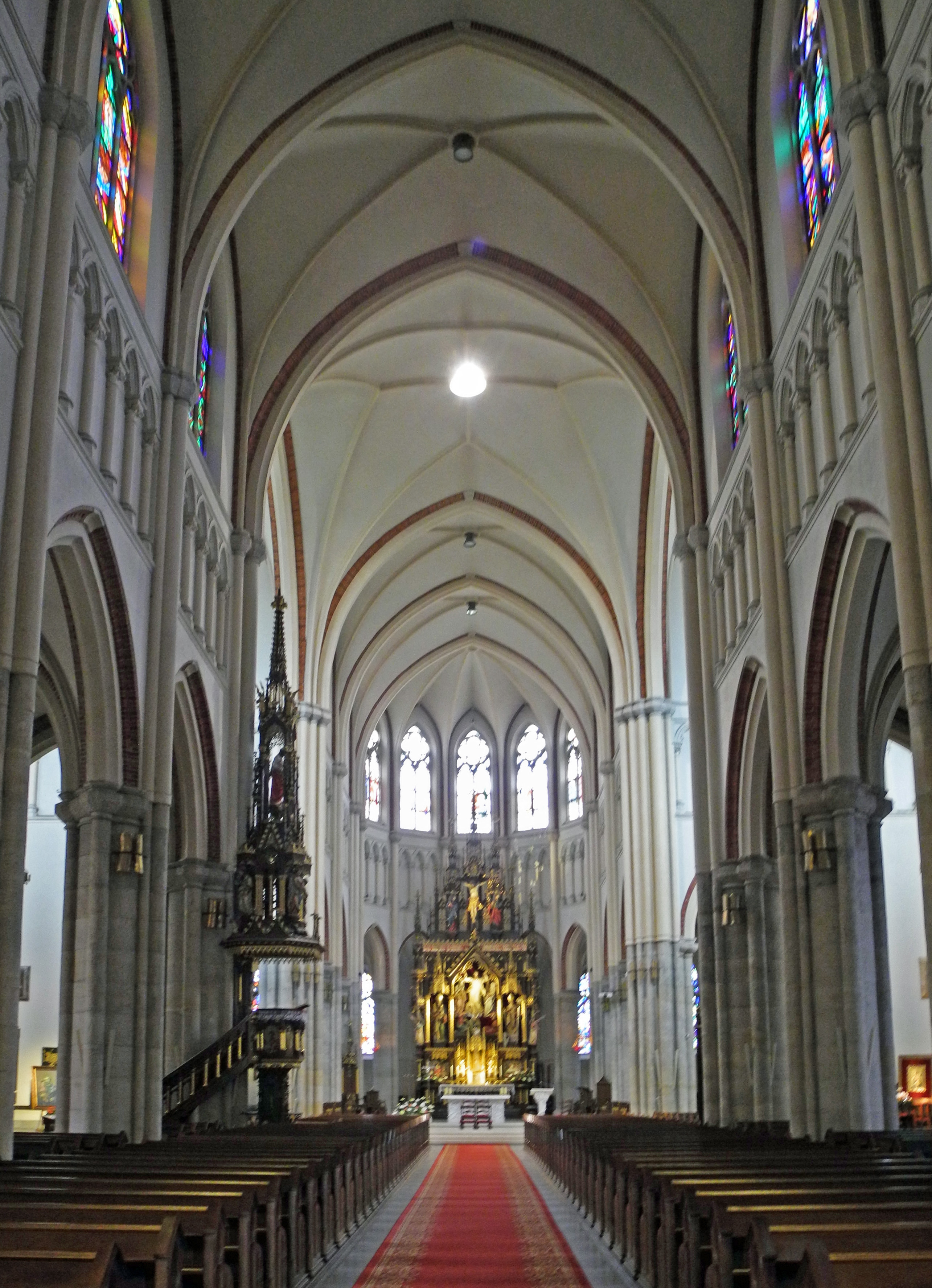
La nef centrale.
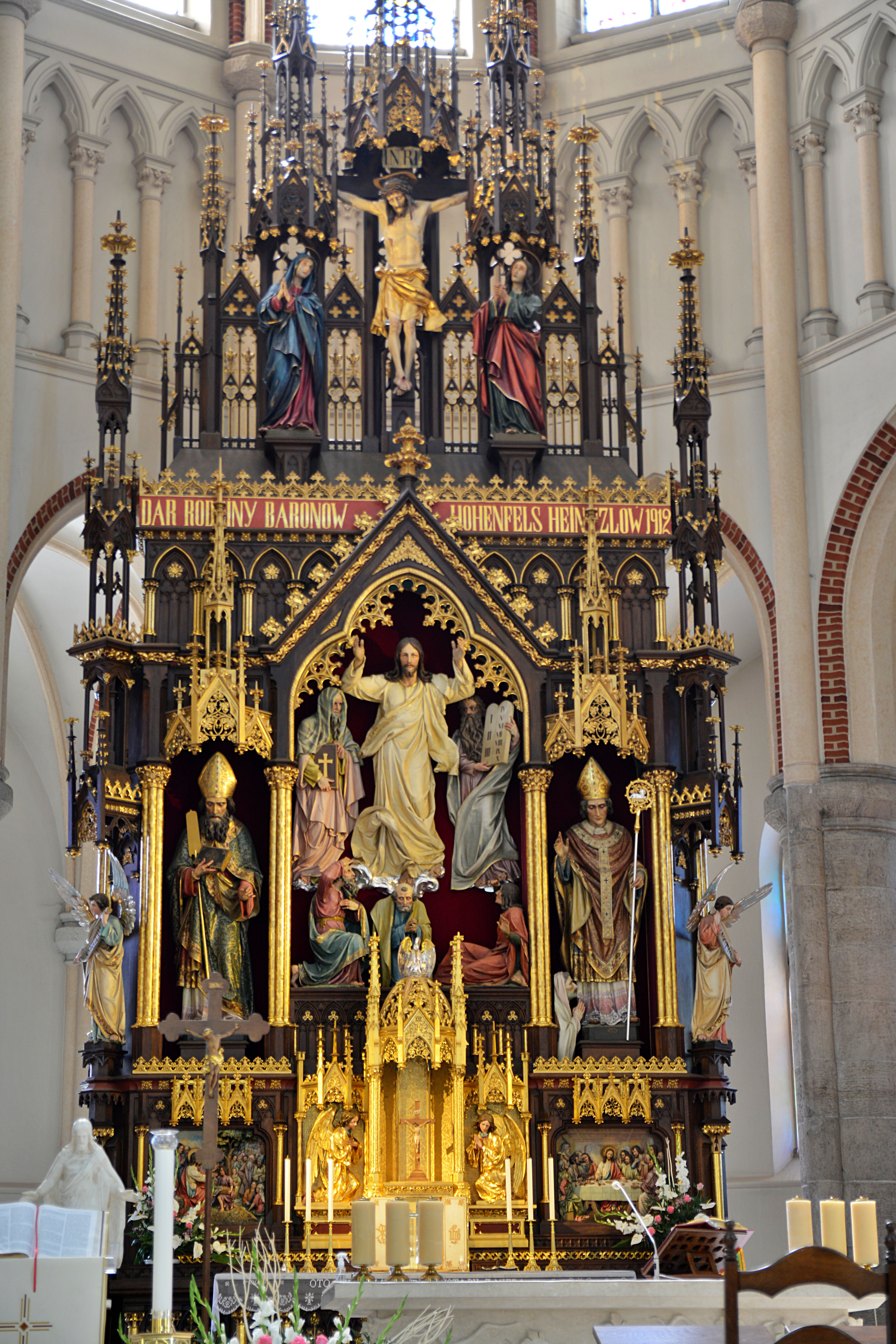
Le maître-autel.
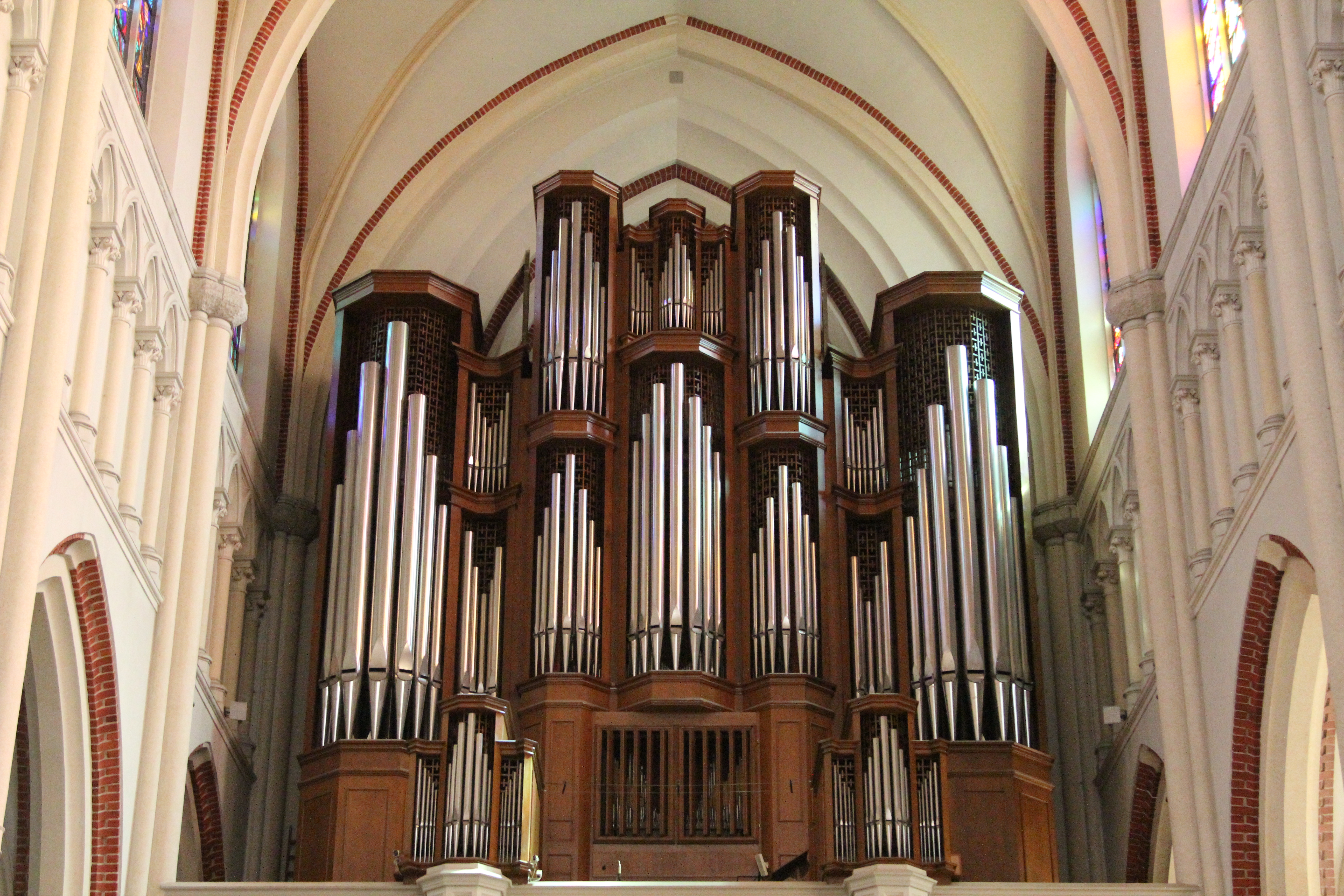
L'orgue de tribune.
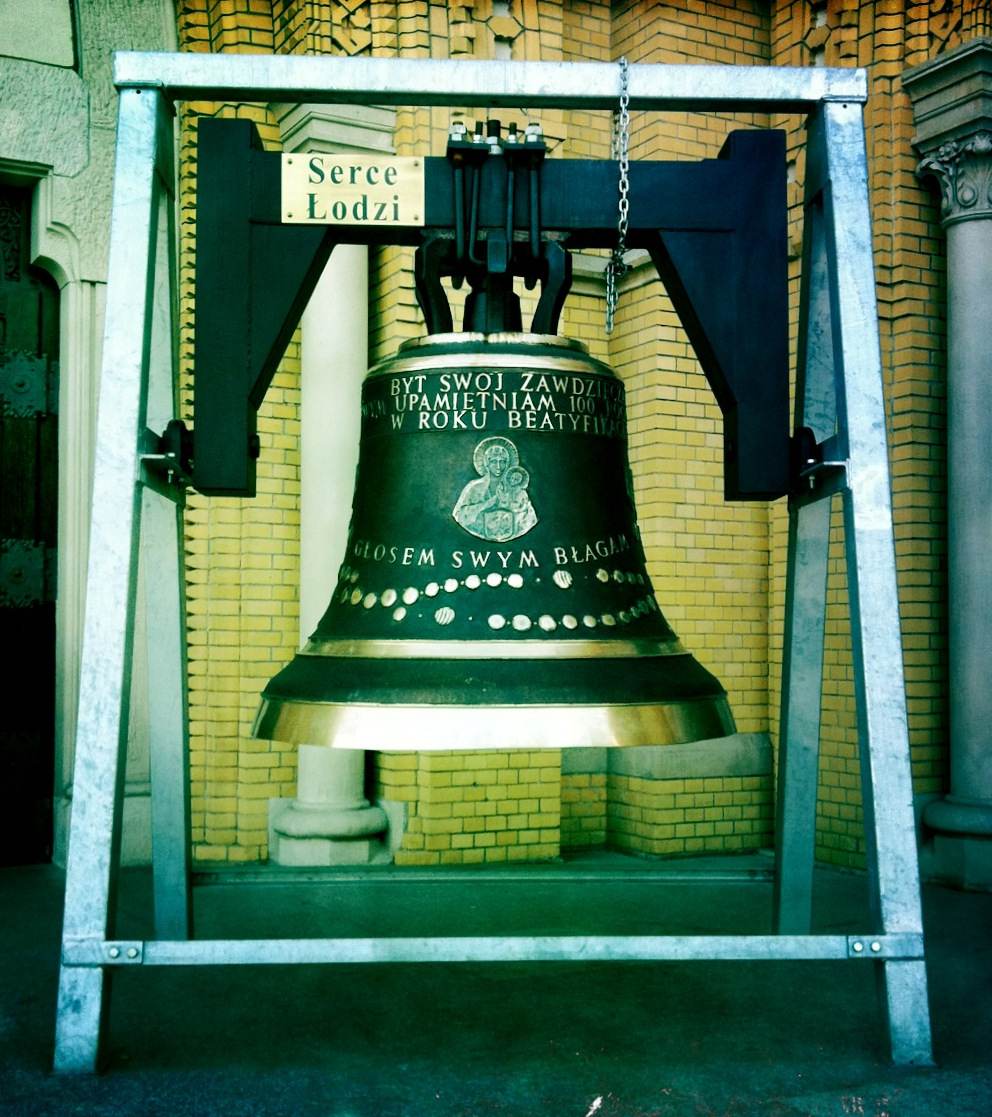
La cloche de Lodz.

## Source
- (de) Cet article est partiellement ou en totalité issu de l’article de Wikipédia en allemand intitulé « Stanislaus-Kostka-Kathedrale » (voir la liste des auteurs).